# Monoteisme
El monoteisme (del Grec μόνος "únic" i θεός "déu") és la creença que només hi ha una deïtat, un ésser suprem que es coneix universalment com a Déu, sovint amb els dons de l'omnisciència, omnipotència i omnipresència. Avui en dia el concepte acostuma a estar dominat per les religions abrahàmiques i es contraposa a altres tradicions com el politeisme (incloent-hi l'henoteisme) o el panteisme.
En la mitologia egípcia antiga ja es practicava el monoteisme sota el déu solar Aton instaurat pel faraó Amenhotep IV (després anomenat Akhenaten, el que agrada a Aton). Altres elements del pensament monoteista es troben a les primeres religions com el zoroastrisme, l'atenisme, l'antiga religió xinesa i el jahvisme.
El monoteisme caracteritza les tradicions de la fe babí, la fe bahá'í, el cheondoisme, el cristianisme el deisme, el drusisme, l'eckankar, algunes sectes de l'hinduisme (com el xaivisme i el vixnuisme), el iazidisme, l'islam, el judaisme, el mandeisme, el rastafari, el seicho-no-Ie, el sikhisme i el tenrikyo.
Malgrat la definició del terme algunes religions poden incorporar variacions quant a la unicitat de la divinitat. La majoria dels cristians accepten el concepte de la Santíssima Trinitat en el qual Déu es troba englobat en tres persones (el Pare, el Fill i l'Esperit Sant). També els catòlics veneren els Sants que malgrat no ser divinitats si creuen que poden intercedir en la vida dels humans.

## Monoteisme en el judaisme
El Tanakh (l'Antic Testament del cristianisme) informa que el monoteisme fou la creença antiga dels homes, i que amb la depravació moral de la humanitat, es desenvolupa el politeisme.
El Tanakh, destaca que el monoteisme s'identifica amb la fe del patriarca Abraham, i amb els altres patriarques del poble d'Israel, com Isaac, Jacob, els fills de Jacob, Moisès, David, i els sants profetes.
La declaració de fe hebrea, coneguda com la shemà, expressa:
| «                 | «Escolta, Israel; el Senyor nostre Déu, el Senyor és un» | » |
| — Deuteronomi 6:4 |                                                          |   |

## Monoteisme en el cristianisme
Segons alguns, el Nou Testament, declara explícitament el monoteisme, per exemple quan Jesucrist respon a un escriba:
| «                               | acostant-se un dels escribes, que els havia sentit discutir, i sabia que els havia respost bé, li va preguntar: Quin és el primer manament de tots? Jesús li va respondre: El primer manament de tots és: Escolta, Israel; el Senyor nostre Déu, el Senyor un és. I estimaràs al Senyor el teu Déu amb tot el teu cor, i amb tota la teva ànima, i amb tota la teva ment i amb totes les teves forces. Aquest és el principal manament. | » |
| — Evangeli Segons Marc 12:28-30 | |   |

A 1. Corintis 8:4, l'apòstol Pau declara que un ídol no és res, i que "Déu és un". Més interessant encara, és la declaració que fa l'apòstol al confessar que si un creu que "Déu és un", fa bé.
| «                                  | Tu creus que Déu és un; bé fas. També els dimonis creuen, i tremolen. | » |
| — Epistola Universal Santiago 2:19 |                                                                       |   |

Dins dels s'anomenen cristians, existeixen punts de vista divergents quant a la naturalesa de la divinitat, que s'han fet presents durant la història. No obstant això, existeixen tres principals corrents d'interpretació: el Trinitarisme, Unicitat de Déu, i unitarisme. Els creients de la Unicitat de Déu, igual que l'unitarisme, consideren que el trinitarisme afebleix el monoteisme estricte ensenyat per la Bíblia. Ells insisteixen que la divinitat no pot dividir-se en persones i que Déu és absolutament un.

### Trinitat
La Trinitat és el dogma central del catolicisme, i de la major part del protestantisme.
Afirma que Déu és un ser únic que existeix simultàniament amb tres persones divines i diferents: Déu Pare, Déu Fill, i Déu Esperit Sant. El terme és una paraula composta de "tres" i "Unitat" = "Tres en un", Tri-unitat, Trinitat. La paraula "Trinitat" com a tal, no existeix en les Escriptures.
L'Església Catòlica Romana diu:
| «                           | La Trinitat es el terme amb el qual es designa la doctrina central de la religió cristiana […] Així, en les paraules del credo d'Atanasi: el Pare es Déu, el Fill es Déu i l'Esperit Sant es Déu, i malgrat això no hi ha tres Déus, sinó un sol Déu. En aquesta Trinitat […] les persones son coeternes i coiguals: totes, igualment, son increades i omnipotents. [...] | » |
| — The Catholic Encyclopedia | |   |

### Unicitat de Déu
La unicitat és un terme teològic que fa referència al Déu cristià dins d'un corrent específic de la teologia pentecostal. Vol dir que Déu és un de sol sense divisió de persones, i que Jesús és aquest mateix i únic Déu.
A causa de l'especificitat del terme, no és aplicable a altres teologies cristianes clàssiques sobre la unitat de Déu (com l'Unitarisme) ni a altres religions monoteistes com el judaisme, l'islam o la Fe Bahá'í.
Els grups pentecostals que segueixen la teologia de la unicitat de Déu insisteixen a distingir-se, no només d'altres cristians de teologia unitària, sinó també de tots aquells que encara confessant que Déu és un, creuen que Déu està compost de dues persones (binitarisme), o de tres persones divines i diferents (trinitarisme).

#### Modalisme
Els historiadors de l'Església Cristiana, han utilitzat el terme modalisme, per referir-se en l'antiguitat, a la mateixa doctrina coneguda en els temps actuals com la Unicitat de Déu. El vocable modalisme, va ser aparentment un sobrenom despectiu, que van inventar els opositors dels creients en la Unicitat de Déu. Bàsicament, el modalisme ensenyava que hi ha un Déu únic, que és Esperit, i que va ser manifestat en carn com Jesucrist amb el propòsit de redimir l'home.
Els "modalistes" explicaven que d'acord amb la Bíblia, els termes: Pare, Fill i Esperit Sant, no pretenen fer distincions de tres persones eternes dins de la naturalesa de Déu (com ho ensenya el trinitarisme), sinó que simplement es refereixen a maneres (o manifestacions) de Déu. En altres paraules, Déu és un ésser individual i únic, i els diversos termes utilitzats per descriure (com ara Pare, Fill, Esperit Sant, El Sant d'Israel, la Roca, l'Etern, el Totpoderós, el Salvador, etc.) Són designacions aplicades a les diferents formes del seu accionar o a les diferents relacions que Ell té envers l'home.
Altres termes despectius que s'han fet servir per referir-se a la Unicitat de Déu, són "sabel·lianisme", "patripasianisme" i "només Jesús".
El terme "sabel·lianisme" és un terme enganyós, perquè els creients en la Unicitat de Déu no afirmen ser seguidors de Sabel·li, sinó que sostenen que la seva fe és la mateixa que la dels apòstols i l'Església Primitiva. Sabel·li va ser un destacat predicador i escriptor, que va predicar a Roma al voltant de 199-217 sobre La Unicitat de Déu (de qui malauradament no sobreviuen els seus escrits).
El terme "patripasianisme" indica que Déu el Pare va morir. Aquest terme també és enganyós, perquè els creients en la Unicitat de Déu no ensenyen que Déu el Pare hagi mort, sinó que la mort de Jesús es va donar en la seva condició de Fill, o d'home (Romans 5: 10, Efesis 4:13).
El terme "Només Jesús" és també un terme confús que no reflecteix la realitat de la Unicitat de Déu, perquè els creients en la Unicitat de Déu no creuen que la manifestació de Déu en carn sigui l'única manifestació de Déu, sinó que accepten que Ell s'ha manifestat de moltes maneres, o ha actuat de multiplicitat maneres per revelar-se o actuar enmig de la humanitat, com ara el Pare, el Sant d'Israel, el Proveïdor, el Salvador, l'Esperit Sant, el Defensor, La Roca, etc.

### Unitarisme
L'unitarisme és un corrent de pensament teològic d'origen cristià que afirma la unitat de Déu. En sentit genèric se ha etiquetat així a diverses corrents que rebutgen el dogma de la Trinitat, tals com l'adopcionisme, l'arrianisme, el servetisme o el socinianisme.
Alguns personatges històrics famosos amb creences unitaristes foren Arri, Isaac Newton, John Milton, Miguel Servet, Joseph Priestley i Ralph Waldo Emerson, entre d'altres.
El 1933 es va divulgar als Estats Units un document anomenat Manifest Humanista, subscrit per un ampli col·lectiu de científics i intel·lectuals, entre ells diversos líders unitaris, que va significar l'inici d'una nova manera d'entendre la religió de tipus naturalista, en què conceptes com Déu o la vida després de la mort biològica deixaven de considerar-se centrals. Segons els humanistes, la religió havia de deixar d'especular sobre realitats metafísiques i concentrar-se exclusivament en la transformació del món i la millora moral de l'ésser humà. L'humanisme va tenir un impacte notable en les esglésies unitàries de l'àmbit anglosaxó, arribant fins i tot a ser el corrent majoritari a l'Unitarisme nord-americà.
Des de mitjan segle xx, certs grups unitaris nord-americans anaven deixant de ser esglésies exclusivament cristianes o protestants per convertir-se progressivament en una església oberta sense credo i cada vegada més multiconfessional, que des de 1961 s'anomena Unitarisme universalista, ja que en aquesta data els unitaris nord-americans més liberals es van fusionar amb l'Església Universalista d'Amèrica per fundar l'Associació Unitària Universalista, la seu central es troba a Boston. En les últimes dècades, aquesta tendència s'ha incrementat amb l'existència a les Esglésies Unitàries anglosaxones de persones que, a més de com unitaris universalistes, es defineixen també com a jueus, budistes, neopagans o d'altres religions.
El 1995 es va constituir el Consell Internacional d'Unitaris i Universalistes (ICUU) per coordinar les diverses Esglésies i associacions Unitàries Universalistes del món. Actualment es calcula que hi ha uns 800.000 unitaris universalistes en uns 25 països del món, principalment als Estats Units, Romania, Hongria, Canadà i Gran Bretanya, i de forma molt minoritària en altres països.
Dins dels principals grups unitaris trobem:
- El monarquianisme dinàmic o adopcionisme és la doctrina segons la qual Jesús era un simple ésser humà, elevat a una dignitat semblant a la de Déu després de la seva mort. Aquesta idea és pròpia del pensament cristià primitiu. En el pensament jueu, el messies és un ésser humà escollit per Déu per dur a terme la seva obra espectacular: prendre als hebreus i elevar-los per sobre totes les nacions. Al mateix temps, l'adopcionisme era psicològicament interessant per als primers cristians, ja que aquests eren una comunitat pobra i endarrerida i, per tant, era fàcil identificar-se amb un heroi com Jesús, ésser humà com qualsevol que és triat ("adoptat") per Déu, i que per tant donava esperances de salvació als propis cristians, tan humils davant Déu com el seu heroi màxim.
- L'apol·linarisme afirmava que en Crist l'esperit estava substituït pel Logos diví, amb el qual implícitament negava la naturalesa humana completa del Redemptor, un dogma catòlic (i després també ortodox). Va ser condemnat en el Primer Concili de Constantinoble, l'any 381.
- L'arianisme, condemnat en el Concili de Nicea I, l'arrianisme, diametralment oposat a l'Apol·linarisme, negava la consubstancial del Fill (Crist) amb el Pare (Déu) i, per tant, la doctrina de la Trinitat catòlica. En aquesta visió unicista, Crist era una criatura creada com totes les altres. Afavorida primerament per l'emperador Constanci II (337-361), aquesta escola va ser rebutjada per Teodosi I el Gran (379-395). Adoptat oficialment pel regne visigot a Espanya fins al seu rebuig pel rei Recared en 589, quan es va convertir a la fe romana.
- El marcionisme, predicat per Marció al segle ii, distingia i separava com a coses totalment diferents al Déu Creador de l'Antic Testament, Senyor, del Déu veritable, el Pare, capaç d'encarnar un fill home, Crist, d'acord amb Nou Testament, i conclou que ambdues religions són paral·leles i que tenen com a única connexió a la geografia.
- El monofisisme o Eutiquià Afirma que en Crist hi ha una sola naturalesa: la divina. Actualment l'Església Copta d'Egipte i les Ortodoxes de Síria (jacobites), Armènia i Eritrea són monofisites.
- El monotelisme, creat al segle vii, va ser refutat en el tercer concili de Constantinoble (680-681). Afirmava que en Crist hi havia dues naturaleses (com en el catolicisme), però només la voluntat divina (per a l'oficialitat hi havia dos, en cas contrari Jesús no hagués patit tant en la creu com a humà).
- El nestorianisme, proposat per primera vegada al segle v, aquesta doctrina afirmava que el Verb (Jesucrist, tal com està descrit en l'evangeli de Joan 1:1) hi havia dues persones: la divina (Crist, fill de Déu) i la humana (Jesús, fill de Maria). A la creu, per tant, només havia mort l'humà, sense haver patit el déu. Per al catolicisme, en canvi, el Fill era una sola persona de les tres que integraven la Trinitat. Va ser condemnada en el Concili d'Efes (431). Actualment els cristians assiris, a l'Iraq, mantenen aquesta creença.

Els origenistes: No aprovat en el segon concili de Constantinoble, afirmava l'eternitat de les ànimes humanes (quan el catolicisme diu que l'ànima és creada en el moment de la concepció biològica). Una d'aquestes ànimes hauria estat la de Crist, que es va encarnar amb l'objectiu d'aconseguir la salvació dels homes.
El priscil·lianisme va ser una doctrina cristiana que negava el dogma de la Trinitat i l'encarnació del Verb, ja que atribuïa a Jesús un cos només aparent. Predicat per Priscil·lià en el segle iv i basat en els ideals d'austeritat i pobresa, va ser condemnat el concili de Braga, l'any 563.
- El socinianisme, difós pel pensador i reformador italià Faust Socini (tot i que pel que sembla es va inspirar en les idees ja formulades pel seu oncle Lelio) és antitrinitari i considera que en Déu hi ha una única persona i que Jesús de Natzaret és només un home, encara que nascut miraculosament de la Verge Maria per voluntat divina. Segons aquesta confessió, la missió de Jesús a la terra va ser transmetre la voluntat del Pare tal com li havia estat revelada, i després de la seva crucifixió va ser ressuscitat per Déu i elevat al cel, on va adquirir la immortalitat i des d'on regna sobre el món des de llavors.
- El patripasianisme, una aparent evolució del modalisme, afirmava que en ser Crist, només una manifestació del Pare, aquest havia sofert en la creu.

## Monoteisme en l'islam
L'islam és una religió fundada per Mahoma l'any 622. l'Alcorà declara: "Al·là és únic" (Sura 2:163). "El vostre Déu és un Déu Únic, no hi ha déu sinó Ell, el Misericordiós, el Compassiu." (Sura 5:72).
Per als musulmans, els actes d'adoració són totes aquelles paraules o accions que complauen Déu interna o externament.
Entre els actes d'adoració interns, està la sinceritat, esperança, anhel, temor, amor, confiança, dejuni, recerca de refugi, de protecció, etc. Els externs són l'oració, el pelegrinatge, el dejuni, l'almoina i la professió de fe.
Per tant, per als musulmans, el fet que una persona només cregui en Déu no el fa ésser monoteista, sinó que ha d'adorar-lo únicament a Ell. És per això que els musulmans per estudiar el monoteisme ho fan des de dues perspectives:
Actes de Déu

1.- Que la persona cregui que Déu és l'únic Creador, Proveïdor, Sobirà dels Cels i la Terra, l'únic capaç de beneficiar o perjudicar i Divinitat dels éssers humans. A part que només atribueixi aquests noms i característiques a Ell, no anomene ni atribueixi a Déu noms que Ell ni el seu Profeta l'ho hagin fet, no negar-los ni rebutjar-los.
| «                              | Oh, humans! Adoreu el vostre Senyor Qui us va crear a vosaltres i als qui us van precedir, perquè així sigueu piadosos.Ell va fer de la terra un lloc habitable per a vosaltres i del cel un sostre, i va fer baixar la pluja del cel amb la qual fa brollar fruits per al vostre aliment. No associeu, doncs, coparticipants a Allah, estant que sabeu que Ell és l'únic Creador. | » |
| — L'Alcorà: Capítol 2, 2:21-22 | |   |

Actes de la persona
2.- Que la persona només supliqui a Al·là sense intermediaris, pregui, resi, sacrifiqui, s'inclini únicament a Ell. Per això, és que a l'islam està prohibit demanar als Profetes encara sense adorar-los, àngels, usar talismans, jurar per un altre que no sigui Déu, etc.

Per als musulmans, tots els Profetes eren portadors d'aquest missatge i Mahoma va ser el seu segell.
| «                             | A propòsit que enviem a cada nació un Missatger [perquè els exhortés a] adorar Al·là i a evitar la idolatria | » |
| — L'Alcorà: Capítol 16, 16:36 | |   |

## Monoteisme en el bahaisme
El bahaisme, també anomenat fe bahá'í, és una religió monoteista els fidels segueixen els ensenyaments de Bahà'u'llàh, el seu profeta i fundador. Bahà'u'llàh va ensenyar que hi ha un únic Déu que va revelant la seva voluntat a la humanitat de manera progressiva. Segons el punt de vista bahaí, cadascuna de les grans religions introduïdes pels Missatgers de Déu, com Moisès, Krixna, Buda Gautama, Zoroastre, Jesucrist, Mahoma i el Bàb, constitueixen etapes successives en el desenvolupament espiritual de la civilització. Els bahaí creuen que Bahà'u'llàh ha estat el més recent missatger d'aquesta saga i que els seus ensenyaments estan orientats als nous reptes morals i espirituals de la nostra època. Com a tal, el bahaisme s'inclou entre les religions abrahàmiques.

## Monoteisme en el rastafarisme
Denominat com Jah al rastafarisme, Déu és considerat únic i omnipotent, la concepció de Déu en el moviment rastafari també és idèntica a la de jueus, cristians i musulmans. Els rastafari tenen la creença que l'emperador Jah Ras Tafari etíop Haile Selassie I va ser una reencarnació del Déu jueu cristià Jah, igual que ho havia estat Jesucrist. A causa d'això, sovint utilitzen aquest terme per referir-se a Déu.

## Monotisme en el mandeisme
Els mandeus consideren també que la seva religió va ser fundada per Abraham, perpetuada pels diferents patriarques hebreus fins Joan Baptista, el seu principal profeta, sense incloure Jesús a qui consideren traïdor. Els mandeus han estat tradicionalment considerats Gent del Llibre pels musulmans (els anomenats sabeus). La seva religió a més de monoteista guarda moltes similituds amb les altres religions abrahàmiques. Els mandeus són els seguidors d'una religió gnòstica presumptament fundada per Joan Baptista, que realitzen freqüents baptismes i addueixen seguir el mateix Déu de la Bíblia. Els mandeus estan localitzats majoritàriament a l'Iraq. Se'ls va classificar com els sabeus esmentats en l'Alcorà principalment pel seu culte monoteista i per les seus forts vincles amb la religió judeocristiana.

## Monoteisme en el sabeisme
El sabeisme és una antiga religió de la Península Aràbiga preislàmica sorgida a la regió de Saba (actual Iemen) al sud.
El sabeisme era una religió que retia culte als astres, especialment al Sol i a la Lluna, tot i que afirmava adorar un sol Déu anomenat Al·là taal, assistit per set àngels que custodiaven el firmament anomenats al-illato. Cada tribu sabea rendia culte a diferents deïtats planetàries com el Sol, la Lluna, Júpiter, Mercuri iVenus (que tenia un temple en Sanaa). També creien en esperits totèmics de cada tribu i en els djins. Els seus profetes eren Sabi i Henoc, i rendien culte fent tres oracions diàries cap al sud o cap a l'astre de la seva pròpia tribu. Els sabeus també adduïen que la seva religió era la veritable religió practicada per Noè abans que fos alterada, i practicaven el baptisme igual que els seus cosins mandeus.
A la Kaba, l'altar de la Meca, havien molts ídols sabeus que van ser destruïts després de la conquesta islàmica de la ciutat. Els sabeus es van dispersar per tot l'Orient Mitjà i fins i tot s'afirma (especialment per part de la Fe Bahai) que aquesta era la religió d'Abraham abans de la seva conversió al monoteisme.
Mahoma va establir la tolerància cap a la "Gent del Llibre" a l'Alcorà, adduint que aquests eren els jueus, cristians i sabeus (és a dir les religions monoteistes), els quals tenien dret a practicar el seu credo encara que pagant un impost. Els teòlegs musulmans van tenir sempre dubtes sobre la identitat exacta dels sabeus, i l'estatus de Gent del Llibre va ser assignat tant als practicants del sabeísme com als mandeus i els zoroastrians.
No obstant això, a diferència dels mandeus i zoroastrians que es van mantenir ininterrompudament, els sabeus antics van desaparèixer gradualment sent absorbits per l'islam. En dates recents, el teòleg dels Estats Units, Dr Marc Edmund Jones va fundar una organització coneguda com l'Assemblea Sabea el 1923.

## Monoteisme en el zoroastrisme
El monoteisme al zoroastrisme consisteix a creure en un sol Déu; adorar-lo només a Ell per als zoroastrians o mazdeistes són els actes que fem el que ajuda a progressar a l'humà, totes aquelles accions de progrés, evolució, perfecció i felicitat que apropen Ahura Mazda. Ahura Mazda és el creador increat, omniscient, abstracte i transcendent, sense imatge concreta, per la qual cosa no és representable. Ahura Mazda és el començament i la fi, el creador de tot, el que no pot ser vist, l'Etern, el pur i l'única Veritat.
| « | "Hi ha només un camí i aquest és el Camí de la Rectitud. Complir amb això porta al millor de la vida. "(Els Gather 43-9) Ahura Mazda és el Intel·lecte Suprem, el creador de l'univers i el Senyor de la Vida i la Saviesa, així és com Ferdowsi, el gran poeta èpic persa va descriure Ahura Mazda amb les mateixes paraules en el Sanam-el Llibre dels Reis. Ell és l'únic Déu, suprem i únic. Ell no té atributs físics però és un amic genuí, un company permanent d'homes i dones en la seva llarga vida de lluita contra el mal. Els Gather diuen que el bé i el mal són dues forces oposades en el món i són el producte de la ment. Els Bons Pensaments o Spenta Mainyu estan oposats als Mals Pensaments o Angra Mainyu (Ahriman). Aquesta és la descripció filosòfica dels processos del pensament de l'home. No té res a veure amb el dualisme de creure en dos Déus al Zoroastrianisme. Ahriman no és una suprema entitat que competeix contra Ahura Mazda. Ahura Mazda és el suprem creador monoteista de l'univers. (Els Gather 30-3,4,5) Quan Et vaig percebre. Oh Mazda, com el Primer i el Darrer. Com el més Adorable, com el Pare del Bon Pensament, com a creador de la Veritat i del Just, com el Senyor jutge dels nostres actes a la vida, llavors vaig fer un lloc per a Tu en els meus propis ulls. (Yasna,31-8) Així va anunciar al Més Gran de tots, elaborar els meus cants de lloança a Ell a través de la Veritat, que ajuda i beneficia a tots els éssers vivents. Permetin que Ahura Mazda els escolti amb seu Esperit Sagrat, ja que la Bona Ment em instrueix com a adorar-lo, El seu Saviesa em ensenyarà el que és millor. (Yasna 45-6) | » |

## La Mediterrània, mar de religions[14]
La Mediterrània ha vist néixer i morir una successió quasi interminable de déus, de rituals, temples i cultes. Cada cultura ha creat els seus, des de les deesses mare prehistòriques de la fertilitat fins als complexos panteons d'Egipte, Fenícia, Grècia o Roma. En les religions politeistes cada divinitat ostenta un poder i l'utilitza amb els humans i amb les altres divinitats. Són déus parcials, amb noms canviants, jerarquies i llocs de residència. Tots els déus de la Mediterrània quedaran, en el pas del temps, anorreats per un Déu únic i totpoderós, creador de l'univers i universal. Un nou concepte de la divinitat que la fa omnipresent i omniscient. Déu és a tot arreu, ho sap tot i ho domina tot.
El monoteisme neix i s'expandeix a la Mediterrània. Els seus orígens són antics (si bé no tant com el politeisme) i l'evolució, lenta. En trobem un exemple en la revolució del faraó egipci Akhenaton, el qual, el segle xiv abans de la nostra era, substituí tot el panteó egipci per un únic déu solar: Aton. Serà el poble jueu, a partir del segle xiii abans de la nostra era, el primer d'assumir el monoteisme i oferir-li una continuïtat en el temps. Els cultes tribals donaran pas al déu únic, que es refermarà a partir del segle viii, amb els profetes Isaïes i, vers el 600 aC, Habacuc.
Molt de temps després naixeran les altres dues religions monoteistes –cristianisme (segle i d.c.) i islam (segle VII) –, que assumiran les creences anteriors com una part del missatge revelat per Déu:
El nom d'Abraham és l'origen d'un tronc comú reconegut i respectat per les tres religions mediterrànies. La Torà narra: «El Senyor va dir a Abraham: Vés-te'n del teu país, de la teva família i de la casa del teu pare cap al país que jo t'indicaré. Et convertiré en un gran poble». De Déu es diu al Nou Testament: «Ha protegit Israel, el seu servent, com ho havia promès als nostres pares; s'ha recordat del seu amor a Abraham i a la seva descendència per sempre». L'Alcorà proclama la mateixa continuïtat: «Digueu, doncs, sempre: "Creiem en Déu i en el qual Ell ha revelat i en el qual Ell ha fet baixar de dalt del cel per a nosaltres, i en el qual Ell ha fet baixar a Ibrahim [Abraham], a Ismaïl [Ismael], a Ishaq [Isaac], i a Iaqub [Jacob], i als seus descendents, les tribus d'Israel, i el que van rebre i els va venir, tant a Mussa [Moisès], com a Issa [Jesús]».
Judaisme, cristianisme i islamisme són religions revelades. Déu, mitjançant els profetes, fa arribar als homes la Sagrada Escriptura, que conté la seva paraula. Els textos revelats dels jueus –Antic Testament– i dels cristians –Antic i Nou Testament– integren la Bíblia, la creació textual de la qual comprèn un llarg període de dotze segles, entre el segle x abans de la nostra era i el segle ii. L'Alcorà, revelat per l'arcàngel Gabriel a Mahoma, quedà fixat a mitjan segle VII.
Tant el cristianisme com l'islam entenen els textos que els precedeixen com a llibres sagrats, però aquests textos no contenien el conjunt global de la revelació, que quedava únicament establerta amb la darrera versió: el conjunt de la Bíblia, per als cristians; de l'Alcorà, per als islàmics.

### Neix el monoteisme
Segons la tradició jueva, Déu digué a Moisès: «No tinguis cap altre Déu fora de mi», aquest manament consolida per sempre el monoteisme universal, tretze segles abans de la nostra era, tot restituint l'aliança entre Déu i Abraham, qui renuncià a la idolatria i fundà, amb aquest gest, el poble d'Israel.

### Déu Absolut
La Torà parla d'un Déu Altíssim que té per sacerdot Melquisedec, contemporani d'Abraham, donant a entendre que les arrels històriques del monoteisme tindrien un origen anterior. Però és Abraham que la figura de déu perd tota identificació amb les formes materials, és ja la divinitat universal que veneren jueus, cristians i musulmans. El déu dels jueus és, també, el dels dotze apòstols que seguiren Jesús, i la seva paraula, recollida a l'Antic Testament, és, igualment, paraula sagrada.
Per altra banda l'essència del cristianisme es troba en la convicció que fa uns dos mil anys déu es feu home i se sacrificà per pròpia voluntat per redimir la humanitat. Jesucrist, fill del Pare, esdevé la figura central de la nova religió. Establint, aquest, una nova aliança (ja anunciada pels profetes del poble d'Israel) que quedarà relatada en el Nou Testament. La mort i la resurrecció del fill segellen el nou pacte entre Déu i tota la humanitat, més enllà del poble escollit. La universalització del missatge, que permet als gentils abraçar la nova fe.
Per acabar Déu va transmetre a Mahoma el seu missatge. Per als musulmans, només l'Alcorà recull l'última voluntat divina. Les escriptures anteriors, reconegudes pels jueus i pels cristians, en són fragments parcials (L'islam accepta que la Torà i la Bíblia contenen missatges inspirats
per Déu als profetes). Les revelacions que Déu transmeté a Mahoma no només completen el missatge diví, sinó que substitueixen totes les revelacions anteriors. Mahoma és el més gran dels profetes. L'Alcorà no és una continuació de l'escriptura, sinó una nova escriptura que comença i acaba en les seves pàgines. I que Déu va donar per fer sotmetre tots els homes a l'obediència divina.

### Trets comuns
Els cicles anuals de les tres creences alternen períodes penitencials i de dejuni amb festes d'exaltació. El cabrit és present, de forma real o metafòrica, en les celebracions més solemnes que repeteixen els fidels de les tres religions: L'anyell és un element central de la Pasqua jueva i un component metafòric imprescindible de la cristiana, essent també present en les dues principals celebracions musulmanes, la Festa del Sacrifici (id al-adha), que commemora el sacrifici d'Abraham; i la festa de celebració del final del dejuni del ramadà (id al-fitr).
Els dejunis també són compartits com a fórmula de penitència. El Yom Kippur jueu, dia d'expiació i dejuni, el ramadà musulmà i la quaresma cristiana incorporen el sacrifici penitencial del dejuni per reconèixer la grandesa de l'Altíssim.
La Péssah o Pasqua jueva, la de la primera religió revelada, es troba en l'origen d'importants festivitats cristianes i musulmanes. Els jueus, que la celebren durant el mes de nissan (setè del seu calendari), commemoren l'alliberament del poble després de la sortida d'Egipte i l'espera de la redempció definitiva. Els musulmans també recorden aquest èxode mitjançant l'Aixura, celebració que té lloc el desè dia del mes de muhàrram, primer del calendari musulmà. Fou durant la celebració de la Pasqua hebrea quan Jesucrist, segons la Bíblia, instituí l'eucaristia. La Pasqua cristiana reviu la mort i la resurrecció del Crist i és el moment culminant del seu any litúrgic. L'establiment de les dates pasquals del cristianisme encara es regeix per les fases de la lluna; així es recorda l'origen lunar del calendari que encara regeix, totalment o parcial, els mons jueu i islàmic.
La religió ha estat utilitzada com una excusa més per a la guerra. Els enfrontaments no només s'han donat entre jueus, cristians i musulmans. Una gran part de les anomenades guerres de religió han tingut lloc dins les pròpies fronteres d'una creença, per eliminar els anomenats heretges. Saduceus i fariseus s'enfrontaren en el si del judaisme, des del segle ii aC fins a la destrucció del temple de Jerusalem (70 dC). El cristianisme conegué la separació gradual de les esglésies oriental i occidental. L'islam es dividí pocs anys després de la mort del Profeta i va donar lloc als sunnites i els xiïtes. El catolicisme viurà la seva gran ruptura el segle xvi, amb la consolidació del luteranisme. Per a citar algunes de les tradicions sorgides de les tres religions monoteistes.